# Christoph Cellarius
Pour les articles homonymes, voir Christophe Martin (homonymie), Cellarius et Keller.
Christophorus Cellarius (latinisation de Christoph Martin Keller), né en 1638 à Schmalkalden et mort en 1707 à Halle, est un philologue et érudit allemand.

## Biographie
Il enseigne la philosophie et les langues orientales à Weissenfels, devient successivement recteur des collèges de Weimar, Zeitz, Mersebourg, et enfin professeur de rhétorique et d'histoire à l'université de Halle. 
Outre un grand nombre d'éditions d'auteurs latins, on lui doit : 
- Orthographia latina ;
- Antibarbarus, 1695 ;
- Breviarium antiquitatum romanarum
- Notitia orbis antiqui, sive geographia plenior, 2 vol., Leipzig, 1701, ouvrage important, mais qui a été surpassé ensuite par les travaux de Guillaume Delisle et de Jean-Baptiste Bourguignon d'Anville. Il a été réimprimé en 1773, avec des additions de Johann Konrad Schwarz (de). On en a publié un Appendix, qui contient 18 nouvelles cartes, Leipzig, 1776.

## Source
Cet article comprend des extraits du Dictionnaire Bouillet. Il est possible de supprimer cette indication, si le texte reflète le savoir actuel sur ce thème, si les sources sont citées, s'il satisfait aux exigences linguistiques actuelles et s'il ne contient pas de propos qui vont à l'encontre des règles de neutralité de Wikipédia.